# Melgar (província)
Melgar é uma província do Peru localizada na região de Puno. Sua capital é a cidade de Ayaviri.

## Distritos da província
- Antauta
- Ayaviri
- Cupi
- Llalli
- Macari
- Nuñoa
- Orurillo
- Santa Rosa
- Umachiri